# Humita

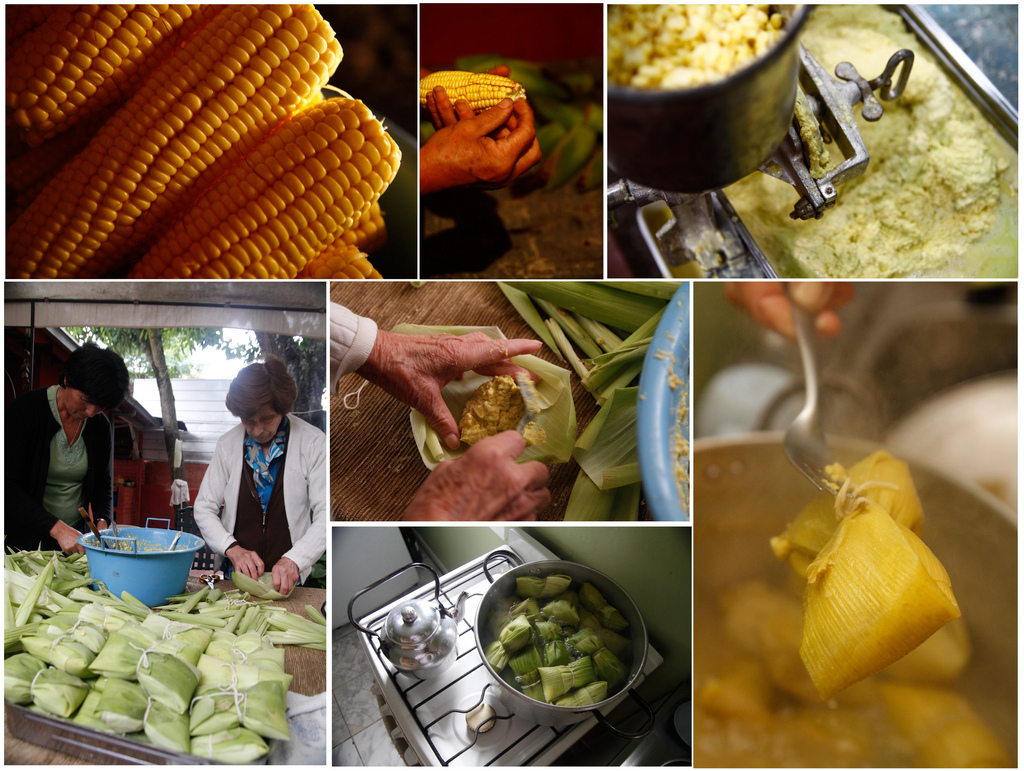
Pasos en la preparación de humitas

La humita o huminta (del quechua: humint'a) es una comida basada en maíz que se consume en el área andina: Argentina, Bolivia, Chile, Ecuador, Perú y sur de Colombia. Consiste básicamente en una pasta o masa de maíz levemente aliñada, que puede ir envuelta y finalmente cocida o tostada en las propias hojas de una mazorca de choclo (llamadas tradicionalmente chalas o pancas).
El sustantivo «humita» se deriva de «huminta», que a su vez procede de la voz quechua humint'a.
En el interior de la provincia argentina de Corrientes, se le conoce con la voz guaraní de mbutaká. En Paraguay, se le conoce con el nombre guaraní de ka'i ku'a, cuyo significado en español es ‘cintura de mono’, y se le nombra así por la forma de atar, que tiene una semejanza con la cintura del mono. Los guaraníes lo consumían habitualmente, y todavía forma parte de la gastronomía de algunos pueblos paraguayos.
En el Norte de Sudamérica y Panamá, a esta preparación se le conoce como bollo. En Venezuela se le conoce como «cachapa de hoja» si se hace con maíz tierno, «bollito» si se hace con maíz blanco y «hallaquita» cuando son de harina de maíz precocida.
Las humitas son similares a los uchepos mexicanos, que también se elaboran con maíz fresco, pero son solo superficialmente similares a los tamales, que se hacen con harina de maíz (de molienda fina) nixtamalizado (masa de maíz). En Venezuela también se consume pero sin queso, se le llama cachapa de hoja y el queso se le añade al momento de servirse en la mesa.

## Origen del nombre
El nombre proviene del quechua. Su simpleza y fácil preparación ha hecho que esta forma de preparar el maíz traspase las fronteras.

## Variedades regionales
Argentina
En Argentina se preparan en dos tipos, a la olla y en chala. La humita en olla se prepara rallando (con un rallador) los granos del choclo hasta obtener una crema pastosa; aunque algunos prefieren desgranar los choclos y triturarlos con alguna máquina moderna. La diferencia entre estas dos maneras de hacer crema el choclo, es que de la primera manera queda una crema sin las «pieles» de cada grano del choclo (por lo cual es una crema más suave), y de la segunda, las pieles quedan en la crema pastosa (y por esto, la crema del choclo es menos suave). Esta crema puede mezclarse con zapallo «criollo» (de cáscara verde). A la crema se le puede agregar leche si el choclo esta «seco». Luego se le agrega una «fritura» de cebolla, que también puede incluir ají morrón, y se lo sazona con sal, albahaca, pimentón y comino. La pasta (la cual debe quedar similar a un relleno para empanadas argentinas) se cocina en la olla. Luego se le puede agregar en el plato un poco de queso cremoso, aunque esto último es a gusto del comensal.
La humita en chala se prepara poniendo un poco de esa «pasta» dentro de un paquetito que se forma con 2 chalas limpias, generalmente predispuestas en forma de cruz. Una vez cerrado y atado (casi siempre con tiras de la misma chala del choclo) el «paquetito», se cuece en agua salada hirviendo durante aproximadamente una hora. Se agrega al relleno trozos de queso cremoso o mantecoso, aunque algunos le ponen queso de cabra (típico de la región). A la humita jamás se le pone carne de ningún tipo. Como el choclo es de un sabor dulce se ofrecen dos variedades de humitas: dulces y saladas, que serían con y sin sal agregada respectivamente. También se acostumbra a adicionar azúcar a las humitas «dulces».
Algunas personas, en partes de la región pampeana argentina, utilizan la palabra «humita» para referirse a las empanadas criollas argentinas con el mismo relleno que llevan las «humitas en chala» norteñas, aunque con menos queso que las humitas en chala. Aun así, a esta variedad de la empanada argentina se la conoce más comúnmente con el nombre de «empanada de humita».

### Bolivia

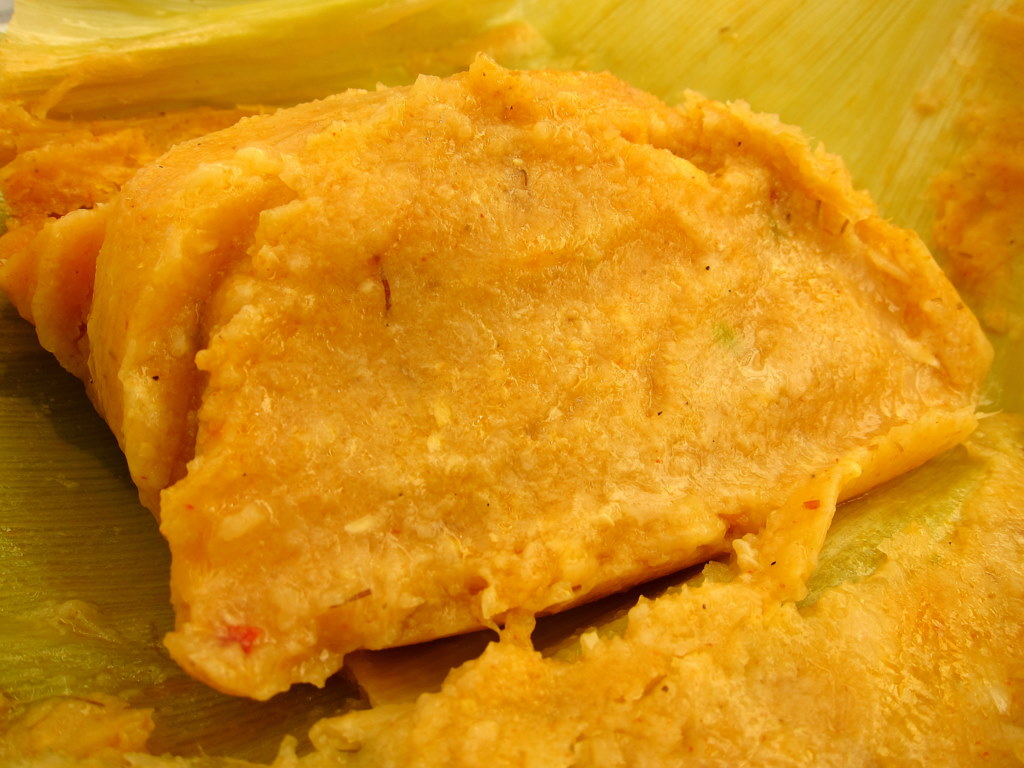
Relleno de una humita

Es mayormente consumido en Tupiza, La Paz, Cochabamba, Chuquisaca, Tarija siendo Cochabamba altamente reconocida por la calidad del maíz producido.
En la zona de los valles la elaboración de las humintas es sencilla y tradicional, preparadas principalmente al horno, al vapor o a la plancha, con choclo tierno molido en batán (en las zonas no urbanizadas) o trituradora, se añade un poco de manteca, sal a la mezcla y anís, una vez la masa es preparada se la distribuye en 2 hojas de chala, se añade queso y opcionalmente singani, luego se envuelve atando la humita por su centro con hilo formado de la misma chala, otra manera es formando la huminta con la chala como un triángulo, esta última no necesita ser atada y es usada para las versiones al horno, a modo de diferenciarlos. En la ciudad de Tupiza las humintas se preparan con masa de choclo, manteca, sal, albahaca y queso de cabra, son envueltas atadas por el centro como también en forma de triángulo, cocidas al horno, a la plancha o al vapor.
En el Oriente Beni, Santa Cruz y Pando, las humintas tienen las mismas características de elaboración con algunas variaciones dependiendo de la región pero con menor difusión debido a la predilección por un plato similar llamado masaco que está hecho a base de yuca o plátano amarillo. En estas regiones se prepara moliendo los granos de maíz fresco o choclo hasta obtener una masa. Si se prepara con maíz seco, este debe ser remojado por uno o dos días. La masa lleva generalmente queso, anís y pasa de uva, la cocción se realiza al horno o en olla (al vapor).

### Chile
En Chile se elaboran moliendo los granos de maíz fresco o choclo junto con cebolla picada frita en manteca y albahaca, a veces de igual forma se agrega ají verde hasta obtener una masa. La masa va envuelta en hojas tiernas del choclo siendo amarradas de una forma parecida a sus países vecinos. Finalmente son cocinadas en agua con sal. Al servir se produce un debate, ya que muchas personas las prefieren con azúcar, que luego de «abrir» la humita es espolvoreada sobre ella y entrega un sabor dulce al plato parecido al del pastel de choclo. Mientras que otro grupo prefiere una versión «salada» del plato donde es acompañada con ensalada de tomate o ensalada chilena.

### Ecuador
En Ecuador su preparación es de maíz molido fresco (choclo tierno) con cebolla, huevo, leche, manteca de cerdo y especias que varían según la región o según la tradición de cada familia en la Sierra. En algunos lugares de esta región también se le llama choclotanda y chumal, palabra de posible origen cañari. Se envuelve la masa (de maíz molido fresco) en hojas de maíz y se cocina al vapor. Se le agrega queso a la mezcla. Es tan tradicional este plato en el territorio ecuatoriano, que se diseñaron ollas exclusivamente para su elaboración. Las humitas pueden ser de sal o de dulce.

### Perú

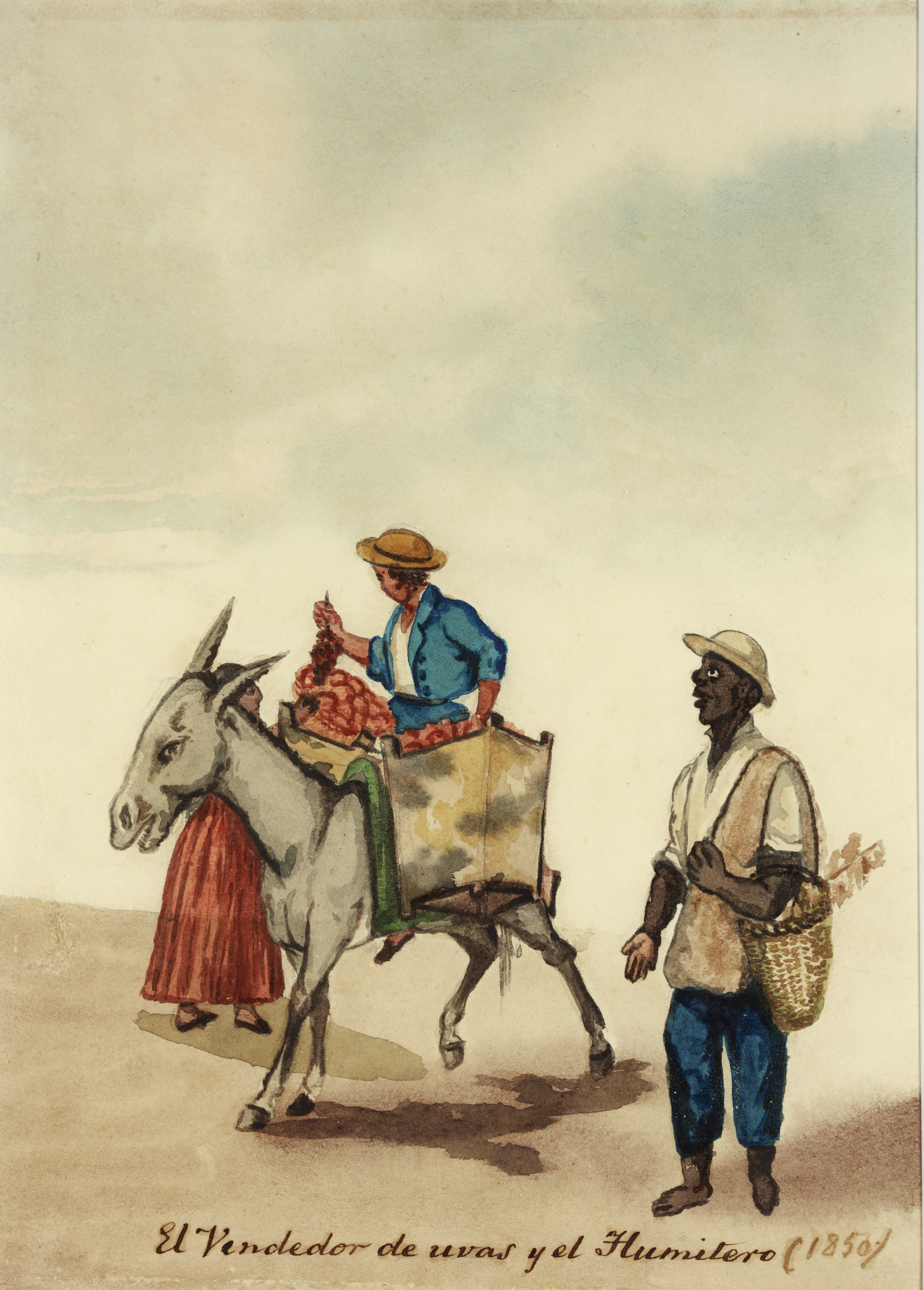
El Vendedor de uvas y el Humitero (acuarela de Pancho Fierro, 1850).

En Perú, recetas del siglo XVII preparan la humita con maíz molido e ingredientes propios, y la envuelven en pancas de maíz antes de ser cocinadas. La pasta es elaborada a base de granos de maíz fresco molidos, a la que se añade queso, pasas, carne, o especias como sal, azúcar, o alguna clase de hierbas; esta masa luego es envuelta en panca y puesta a cocción en una olla con agua. Según los ingredientes adicionados, las humitas pueden ser dulces o saladas.
Este alimento suele ser preparado en forma independiente (en ollas, en hornos, al vapor, en microondas) o puede ser incluida entre los alimentos que se incluyen en la pachamanca y la huatia. Hay una variante que se prepara de choclo molido, cuya masa se envuelve en pancas; puede llevar azúcar de preferencia o bien sal; luego, se sancocha lentamente. Manjar opíparo, llamado en quechua shatu.
Una de las referencias más antiguas en Perú es la escrita por el Inca Garcilaso de la Vega en sus Comentarios Reales. En este libro Garcilaso habla sobre sus memorias de consumo de huminta de cuando vivía en el Perú entre 1539 y 1560.

## Otros platos similares
Existen alimentos parecidos a base de maíz en otros países de América, como los bollos o envueltos de Colombia y Panamá, la hallaquita de Venezuela y la pamoña de Brasil, que también son envueltos en la hoja de la mazorca, y solo se hierven, a diferencia de lugares como Bolivia, donde se pueden hacer al horno —igualmente, por lo general, la huminta (en todos los países y regiones) se hierve—. El tamal se diferencia por tener una masa más condimentada, alguna carne y otros ingredientes al interior y con variantes que se envuelven con hojas de plátano o bijao.
En Ecuador y sur de Colombia se conocen los quimbolitos, que son pasteles elaborados con harina de maíz, mantequilla, huevo, queso, uvas pasas (en ciertos casos, llevan pedazos de chocolate), cocidos al vapor envueltos en hojas de achira. El nombre es un «quechuísmo», pero de etimología desconocida. Son similares a los tamales, a las humitas o choclotandas, y representan uno de los platos más característicos y populares de la región como postre o como acompañante de una taza de café. Se puede encontrar variaciones a la receta original, en las que se reemplaza la harina de maíz por harina de trigo, o se mezclan estas dos harinas para formar la masa del quimbolito.